# Immenstedt (Dithmarschen)
Immenstedt er en by og kommune i det nordlige Tyskland, beliggende i Amt Mitteldithmarschen i den centrale del af Kreis Dithmarschen. Kreis Dithmarschen ligger i den sydvestlige del af delstaten Slesvig-Holsten.

## Geografi
Vejbyen Immenstedt ligger nord for Albersdorf i retning mod Tellingstedt ved en gren af den gamle oksevej (i dag Landesstraße 149) som i dag er en del af Grüne Küstenstraße (de). Tidligere var her et udstrakt hedelandskab - Immenstedter Loh.

### Nabokommuner
Nabokommuner er (med uret fra nord) kommunerne Tellingstedt, Süderdorf, Osterrade, Bunsoh, Schrum og Welmbüttel (alle i Kreis Dithmarschen).